# Ben Redelings

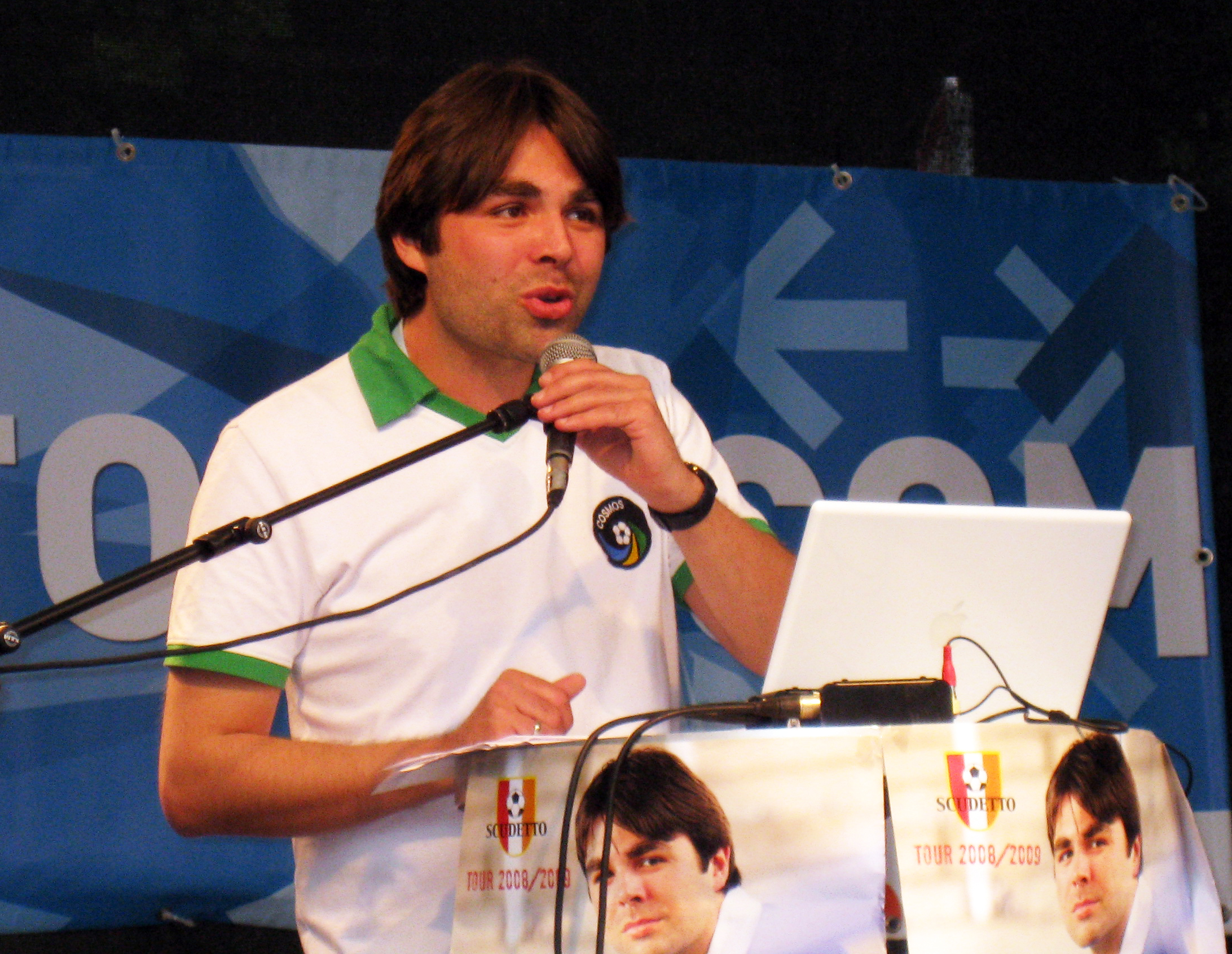
Ben Redelings bei einer seiner Lesungen, 2008

Ben Redelings (* 21. November 1975 in Bochum) ist deutscher Autor und Filmemacher.

## Leben
Nach dem Abitur auf der Hildegardis-Schule Bochum im Jahre 1995 studierte er Deutsch, Sozialwissenschaften und Niederländisch in Bochum und Amsterdam auf Lehramt.
Seit 2001 veranstaltet Redelings fußballkulturelle Abende. Anfangs unter dem Namen „Tore Punkte Meisterschaften“ und seit 2003 unter dem Oberbegriff „Scudetto“. In diesem Rahmen begrüßte er schon Gäste wie Peter Neururer, Frank Goosen, Fritz Eckenga, Stefan Kuntz, Bernard Dietz, Hermann Gerland, Michael Lameck oder Willi Lippens.
Im Frühjahr 2004 veröffentlichte Redelings seinen ersten Film, eine Dokumentation über den VfL Bochum. Seitdem widmet er sich als Autor und Filmemacher ausschließlich dem Thema Fußball. Er schreibt für die Magazine 11 Freunde, RevierSport und Spiegel Online. Zudem dreht er die Video-Kolumne Scudetto-TV, die bereits auf Spiegel Online lief. Der Radiosender 1 Live bezeichnete Redelings einmal als ersten „Fußballkulturschaffenden in Vollzeit“.
2014 begann er im Verlag Die Werkstatt eine neue Buchreihe, seine Bundesliga-Alben. Allein im Jahr 2014 veröffentlichte er zehn Alben rund um Klubs der 1. und 2. Bundesliga.
Ben Redelings lebt mit seiner Familie in Bochum. Er ist Mitglied der Deutschen Akademie für Fußball-Kultur.

## Werke

### Bücher
- Ein Tor würde dem Spiel gut tun. Das ultimative Buch der Fußball-Wahrheiten (2006), ISBN 3-89533-515-0
- Der Ball ist eine Kugel. Das große Buch der Fußballbücher (2007), ISBN 3-936261-63-6
- Fußball ist nicht das Wichtigste im Leben – es ist das Einzige, Roman (2008), ISBN 3-89533-617-3
- Dem Fußball sein Zuhause. Pöhlen, Pils und Pokale entlang der B1 (2009), ISBN 978-3-89533-672-0
- Halbzeitpause – Die Fußball-Klolektüre (2010), ISBN 978-3-89533-745-1
- Freunde der Südsee: Meine Spielzeit (2011), ISBN 978-3-89533-793-2
- Tausche Schwester gegen Endspielkarte: Das ultimative Buch der Fußball-Wahrheiten – Band 2 (2012), ISBN 978-3-89533-843-4
- 50 Jahre Bundesliga: Das Jubiläumsalbum (2012), ISBN 978-3-89533-889-2
- Ben Redelings’ WM-Album. Unvergessliche Sprüche, Fotos, Anekdoten (2013), ISBN 978-3-7307-0040-2
- Bayern-Album. Unvergessliche Sprüche, Fotos, Anekdoten (2014), ISBN 978-3-7307-0110-2
- BVB-Album. Unvergessliche Sprüche, Fotos, Anekdoten (2014), ISBN 978-3-7307-0111-9
- Schalke-Album. Unvergessliche Sprüche, Fotos, Anekdoten (2014), ISBN 978-3-7307-0108-9
- Werder-Album. Unvergessliche Sprüche, Fotos, Anekdoten (2014), ISBN 978-3-7307-0105-8
- HSV-Album. Unvergessliche Sprüche, Fotos, Anekdoten (2014), ISBN 978-3-7307-0106-5
- Eintracht-Album. Unvergessliche Sprüche, Fotos, Anekdoten rund um Eintracht Frankfurt (2014), ISBN 978-3-7307-0104-1
- FC-Album. Unvergessliche Sprüche, Fotos, Anekdoten rund um den 1. FC Köln (2014), ISBN 978-3-7307-0109-6
- Borussia-Album. Unvergessliche Sprüche, Fotos, Anekdoten rund um Borussia Mönchengladbach (2014), ISBN 978-3-7307-0107-2
- FCK-Album. Unvergessliche Sprüche, Fotos, Anekdoten rund um den 1. FC Kaiserslautern (2014), ISBN 978-3-7307-0102-7
- VfL-Bochum-Album. Unvergessliche Sprüche, Fotos, Anekdoten (2014), ISBN 978-3-7307-0101-0

### Filme
- Wer braucht schon ein Sektfrühstück bei Real Madrid? Ein Film über Fans des VfL Bochum (2004)
- Wem gehört das Spiel? Über FIFA, VIPs und Fußballfans (2006)
- Die 11 des VfL. Ein Film über Spieler des VfL Bochum (2007)

### Hörbuch
- Dem Fußball sein Zuhause. Das Hörbuch. Ben Redelings live aus dem »Freibeuter« (2010)

### Sonstiges
- Wer braucht schon ein Sektfrühstück bei Real Madrid [Soundtrack], Tommy Finke (2004)